# On (bài hát)
"On" (cách điệu là "ON") là một bài hát của nhóm nhạc nam Hàn Quốc BTS, là đĩa đơn thứ hai trong album phòng thu tiếng Hàn thứ tư của nhóm, Map of the Soul: 7 (2020).. Một phiên bản remix với sự góp giọng của ca sĩ người Úc Sia cũng đã được phát hành dưới dạng kỹ thuật số và phát trực tuyến.

## Bối cảnh và phát hành
Vào ngày 7 tháng 1 năm 2020, BTS công bố album phòng thu tiếng Hàn thứ tư của nhóm, Map of the Soul: 7. Ngày hôm sau, nhóm chia sẻ bản đồ "comeback" tiết lộ lịch trình được chia thành bốn giai đoạn, với 2 đĩa đơn. Phần đầu tiên trong số đó, "Black Swan" được phát hành vào ngày 17 tháng 1 năm 2020. Đúng một tháng sau, nhóm phát hành tracklist của album, tiết lộ "On" là bài hát chủ đề của album và là bản remix của bài hát với ca sĩ người Úc Sia. Theo Big Hit, nhóm đã sắp xếp sự hợp tác. "On" và bản remix với Sia đã được phát hành dưới dạng tải kỹ thuật số và phát trực tuyến ở nhiều địa điểm khác nhau vào ngày 21 tháng 2 năm 2020, thông qua Big Hit. Danh sách bài hát cho album phòng thu tiếng Nhật thứ tư của BTS, Map of the Soul: 7 ~ The Journey ~, được phát hành vào ngày 8 tháng 5 và bao gồm một phiên bản tiếng Nhật của "On". Bài hát đã được phát hành dưới dạng kỹ thuật số đồng thời với album vào ngày 14 tháng 7 năm 2020, thông qua Def Jam, Virgin và Big Hit.

## Video âm nhạc
Video âm nhạc đầu tiên, được đặt tên là "Kinetic Manifesto Film: Come Prima" được phát hành vào ngày 21 tháng 2 năm 2020, kết hợp với việc phát hành đĩa đơn và album. Video cho thấy BTS, nhà vô địch World of Dance mùa 2 The Lab với tư cách là vũ công, và Blue Devils Drum và Bugle Corps thực hiện vũ đạo gần đập Sepulveda, thêm một đoạn nhảy được sử dụng để quảng bá.
Đây là video trực tuyến được xem nhiều thứ bảy trong 24 giờ đầu tiên và là video YouTube được xem nhiều thứ năm trong khoảng thời gian này; nó đã đạt được 46,5 triệu lượt xem trong ngày đâu phát hành.
Video âm nhạc chính thức thứ hai được phát hành vào ngày 28 tháng 2 năm 2020 lúc 0:00 KST. Chỉ sau một vài phút sau khi phát hành, video đã trở thành video được nhiều người xem công chiếu công chiếu lớn nhất mọi thời đại của YouTube, với 1,54 người xem cùng lúc. Video đạt 10 triệu lượt xem trong một giờ, vượt qua kỷ lục của "Boy With Luv", mất thời gian ngắn nhất để một video của Hàn Quốc đạt được điều này. Video bao gồm các tài liệu tham khảo của nhiều bộ phim và chương trình truyền hình, chủ yếu là The Maze Runner. Các tài liệu tham khảo khác bao gồm những câu chuyện về Bird Box, Handdesss Tale, The Lion King, Game Of Thrones, Narnia và Dolittle. Video này cũng bao gồm một tài liệu tham khảo về những câu chuyện trong Kinh thánh về Nô-ê và Adam và Eva. Video âm nhạc đã thu hút 43,8 triệu lượt xem trong ngày đầu tiên, vượt qua "Look What You Made Me Do" của Taylor Swift trở thành video được xem nhiều thứ bảy trên YouTube trong 24 giờ đầu tiên.

## Xếp hạng
| Bảng xếp hạng (2020)                                  | Vị trí cao nhẩt |
| ----------------------------------------------------- | --------------- |
| Argentina (Argentina Hot 100)                         | 40              |
| Australia (ARIA)                                      | 29              |
| Áo (Ö3 Austria Top 40)                                | 23              |
| Bỉ (Ultratip Flanders)                                | 20              |
| Bỉ (Ultratip Wallonia)                                | 23              |
| Canada (Canadian Hot 100)                             | 18              |
| Cộng hòa Séc (Singles Digitál Top 100)                | 64              |
| Cộng hòa Séc (Singles Digitál Top 100) Remix with Sia | 30              |
| Estonia (Eesti Tipp-40)                               | 15              |
| Euro Digital Songs (Billboard)                        | 3               |
| France (SNEP)                                         | 51              |
| Đức (GfK)                                             | 36              |
| Greece (IFPI)                                         | 27              |
| Hungary (Single Top 40)                               | 1               |
| Hungary (Stream Top 40)                               | 16              |
| Ireland (IRMA)                                        | 22              |
| Italy (FIMI)                                          | 53              |
| Nhật Bản (Japan Hot 100)                              | 8               |
| Latvia (Latvijas Top 40)                              | 36              |
| Lithuania (AGATA)                                     | 18              |
| Malaysia (RIM)                                        | 1               |
| Hà Lan (Single Top 100)                               | 51              |
| New Zealand Hot Singles (RMNZ)                        | 4               |
| Scotland (OCC)                                        | 3               |
| Singapore (RIAS)                                      | 3               |
| South Korea (Gaon)                                    | 1               |
| Sweden (Sverigetopplistan)                            | 63              |
| Thụy Sĩ (Schweizer Hitparade)                         | 27              |
| Anh Quốc (OCC)                                        | 21              |
| Hoa Kỳ Billboard Hot 100                              | 4               |
| US World Digital Song Sales (Billboard)               | 1               |
| US Rolling Stone Top 100                              | 7               |